# Steven Isserlis
Steven Isserlis (ur. 19 grudnia 1958 w Londynie) – brytyjski wiolonczelista.

## Życiorys
Pochodzi z rodziny żydowskich muzyków pochodzących z Rosji. Jest także potomkiem słynnego krakowskiego rabina z XVI wieku, Mosze ben Israela Isserlesa zwanego Remu, któremu ojciec, bogaty kupiec Isserl ben Józef, ufundował synagogę przy ul. Szerokiej.
Steven Isserlis studiował w Oberlin Conservatory of Music w USA. Koncertował na całym świecie jako solista i kameralista. Występował m.in. z Filharmonikami Berlińskimi, National Symphony Orchestra z Waszyngtonu, paryską Orchestre des Champs-Élysées, warszawską Orkiestrą Symfoniczną Filharmonii Narodowej i Izraelską Orkiestrą Filharmoniczną. Koncertował z wybitnymi dyrygentami, jak: Zubin Mehta, Kurt Masur, Władimir Aszkenazi i Simon Rattle. Występował na wielu festiwalach, m.in. na Festiwalu w Salzburgu, BBC Proms, Międzynarodowym Festiwalu w Edynburgu, festiwalu „Chopin i jego Europa” oraz Wielkanocnym Festiwalu Ludwiga van Beethovena.
Dokonał też niezliczonych nagrań w wytwórniach płytowych takich jak: Decca, RCA, Hyperion, Virgin Classics i innych. Jego nagranie 6 suit na wiolonczelę solo J.S. Bacha (Hyperion) zdobyło m.in. nagrodę Gramophone Classical Music Award (kategoria: Instrumental Album of the Year) w 2007. W 2017 płyta z Koncertami wiolonczelowymi Haydna w wykonaniu Isserlisa (Hyperion) została nominowana do nagrody Grammy. W 2021 artysta otrzymał nagrodę czasopisma „BBC Music Magazine” w kategorii Premiere Award za płytę z utworami Johna Tavenera No longer mourn for me & other works for cello (Hyperion).
Gra na instrumencie Stradivariego „Marquis de Corberon” z 1726, wypożyczonym przez Royal Academy of Music w Londynie.

## Publikacje
Jest też autorem książek dla dzieci o Beethovenie i Händlu:
- Why Beethoven Threw the Stew: And Lots More Stories about the Lives of Great Composers, wyd. Faber and Faber Limited (2001)
- Why Handel Waggled His Wig, wyd. Faber and Faber Limited (2006)

## Odznaczenia
- W 1998 został uhonorowany Orderem Imperium Brytyjskiego III klasy (CBE)[10].